# Panicum laetum
Espèce
Panicum laetum, le fonio sauvage, est une espèce de plantes monocotylédones de la famille des Poaceae (graminées), sous-famille des Panicoideae, originaire des régions arides d'Afrique subsaharienne.
Ce sont des plantes herbacées annuelles, cespiteuses, dont les tiges peuvent atteindre 75 cm de long. Ses graines sont collectées dans la nature à des fins alimentaires et sont considérées comme un mets délicat. Cette espèce fait partie du groupe des krebs, graminées sauvages faisant l'objet de cueillette dans la région sahélienne, notamment au Mali.

## Description
Panicum laetum est une plante herbacée annuelle, cespiteuse, aux tiges (chaumes) dressées ou geniculées-ascendantes, ramifiées dès la base, qui peuvent atteindre 75 cm de long. Les feuilles ont une gaine glabre ou hirsute, une ligule réduite à un rebord cilié et un limbe linéaire, plan, de 4 à 24 cm de long sur 5 à 10 mm de large, généralement glabre.
L'inflorescence est une panicule lâche, ovoïde, de 7 à 20 cm de long. 
les épillets, insérés entre deux glumes inégales : la glume inférieure de moitié à la longueur de l'épillet et la glume supérieure sensiblement aussi longue que l'épillet, ovales à oblongs-elliptiques, mutiques, sont longs de 2,5 à 3 mm. Ils comptent deux fleurs, un fleuron basal stérile et une fleuron fertile à 3 étamines.

## Distribution et habitat
L'aire de répartition de Panicum laetum s'étend en Afrique tropicale au sud du Sahara depuis le Cap-Vert le Sénégal et la Mauritanie à l'ouest jusqu'au Soudan et à l'Érythrée à l'est, et vers l'Angola et la Tanzanie vers le sud ainsi qu'à Madagascar.
Panicum laetum préfère les stations humides saisonnières dans les savannes, les fossés et à la marge des étangs et des cours d'eau, souvent sur des sols d'argile noire. La plante forme  parfois des populations très importantes et presque pures. En Tanzanie, on la rencontre jusqu'à 1 300 mètres d'altitude.

## Utilisation
Les graines sont une ressource alimentaire importante localement, surtout en période de pénurie. Elles sont consommées sous forme de bouillies ou de galettes, et sont souvent vendues sur les marchés.
Elles contiennent  environ 11 % de protéines, avec toutefois une teneur en acides aminés assez faible.
La plante a néanmoins une importance considérable dans les zones de subsistance marginale et des recherches devraient être conduites pour créer des variétés améliorées.
Panicum laetum est très appréciée par le bétail au pâturage, en particulier par les chevaux, aussi bien en vert qu'à l'état sec. Elle peut être fanée et ensilée facilement.
La plante, qui résiste bien au pâturage,  présente un potentiel certain pour restaurer les prairies surpâturées des régions arides, et, comme pour les graines, un programme de sélection devrait être entrepris pour en améliorer la production fourragère.